# 彼氏になって優しくなって
「彼氏になって優しくなって」（かれしになってやさしくなって）は、岡村靖幸の28枚目のシングル。2014年11月12日にV4 Recordより発売された。

## 概要
今作は作詞、作曲、編曲、プロデュースに加え、CDジャケット写真撮影やPV撮影も自身で行っている。
特典として、岡村本人によって撮影された写真のオリジナルトレーディングカードが2枚（全6絵柄）封入されている。

## 収録曲
（全作詞・作曲・編曲：岡村靖幸）
1. 彼氏になって優しくなって
2. ちぎれた夜